# Metaemene
Metaemene is een geslacht van vlinders van de familie Uilen (Noctuidae), uit de onderfamilie Acontiinae.

## Soorten
- M. atrigutta Walker, 1862
- M. atropunctata Pagenstecher, 1895
- M. baliochraspedus Rothschild, 1920
- M. hampsoni Wileman, 1914
- M. karenkonis Matsumura, 1930